# Provincia di Accia
La provincia di Accia (in corso pruvincia di Accia, in francese province de Accia) fu una provincia della Corsica istituita nel 1466 dalla Repubblica di Genova.
La provincia fu soppressa dalla Francia il 1º luglio 1793 e annessa al dipartimento della Corsica con capoluogo Ajaccio.
La provincia nel 1768 contava circa 5.770 abitanti.

## Suddivisioni della provincia
La provincia era divisa in Pievi che nel 1768 erano:
- Ampugnani (Ampugnani)
- Asco (Ascu)
- Caccia
- Casinca (Casinca)
- Casacconi (Casacconi)
- Giovellina (Ghjuvellina)
- Moriani (Moriani)
- Niolo (Niolu)
- Orezza (Orezza)
- Rostino (Rustinu)
- Tavagna (Tavagna)
- Vallerustia (Vallerustie)

## Lingua
La lingua ufficiale era l'italiano, anche se la popolazione accianina parlava in corso.
La lingua de jure dal 1768 con l'annessione alla Francia fu il francese, ma non fu mai utilizzato in alcun documento ufficiale dato che veniva usato l'italiano.

## Confini
A nord confinava con a nord con la provincia di Mariana, a sud con la provincia di Aleria, a est con il mar Tirreno, a ovest con la provincia di Aleria.

## Fonte
- (IT, FR, CO) Radiche, associazione d'amicizia italo-corsa, su radiche.eu.